# Male (wyspa)
Male − druga co do wielkości wyspa Malediwów w środkowej części kraju w atolu Male Północnym. Znajduje się na niej Male, stolica państwa.